# Anton-Reichard Freiherr von Mauchenheim genannt Bechtolsheim
Pour les articles homonymes, voir Mauchenheim (homonymie).
Anton-Reichard Hermann Friedrich Maria baron von Mauchenheim genannt Bechtolsheim (9 juillet 1896 à Wurtzbourg - 9 février 1961 à Wurtzbourg) est un General der Artillerie allemand qui a servi au sein de la Heer dans la Wehrmacht pendant la Seconde Guerre mondiale.

## Biographie
Il est issu de la famille noble von Mauchenheim (de), son père est Franz Philipp Gottfried baron von Mauchenheim et sa mère Sophie baronne von und zu Guttenberg (de). Son oncle est le général autrichien Anton von Bechtolsheim (de) (1834-1904). Son frère est le capitaine de vaisseau Theodor von Mauchenheim (de) (1902-1973). Mauchenheim étudie au lycée humaniste de Wurtzbourg entre 1905 et 1914. Au début de la Première Guerre mondiale, il s'engage le 7 août 1914 dans le 1er régiment d'artillerie de campagne (de) de l'armée bavaroise en tant que porte-drapeau. En Biélorussie, von Bechtolsheim à la tête de la 707e division d'infanterie dirigea les opérations mobiles de tuerie des Juifs. La division, qui ne comptait que deux régiments, fut déployée de Baranavitchy à Minsk. À l'intérieur de l'ancien territoire soviétique, il a employé des éléments du 11e bataillon de réserve de la police. Ils étaient assistés par des compagnies de la police lituanienne. Du début octobre 1941 au début novembre 1941, il fit exécuter les Juifs dans le ghetto de Sloutsk, le ghetto de Kletsk, les villages de Smilovitchi, Rudensk, Kliniki et Koydanov. Le bilan de ces opérations en Biélorussie fut de 19 000 victimes, en majorité juives. Sur le territoire polonais, c'est son 727e régiment qui procéda aux exécutions.

## Promotions
| Fahnenjunker               | 7 août 1914       |
| Fahnenjunker-Gefreiter     | 1er octobre 1914  |
| Fahnenjunker-Unteroffizier | 25 novembre 1914  |
| Fähnrich                   | 17 décembre 1915  |
| Leutnant (sans diplôme)    | 27 mars 1916      |
| Leutnant                   | 1er octobre 1917  |
| Oberleutnant               | 22 février 1924   |
| Hauptmann'                 | 1er octobre 1928  |
| Major                      | 1er novembre 1934 |
| Oberstleutnant             | 1er août 1937     |
| Oberst                     | 1er février 1940  |
| Generalmajor               | 1er juillet 1942  |
| Generalleutnant            | 1er juin 1943     |
| General der Artillerie     | 1er mars 1945     |

## Décorations
- Croix de fer (1914)
  - 2e Classe (18 février 1916)
  - 1re Classe (4 juin 1917)
- Ordre du Mérite militaire (Bavière) 4e Classe avec glaives (20 septembre 1916)
- Insigne des blessés (1918)
  - en Noir (29 mai 1918)
- Croix d'honneur pour Combattants 1914-1918 (26 janvier 1935)
- Médaille de service de la Wehrmacht 4e à 1re classe
- Médaille commémorative roumaine pour la croisade contre le communiste
- Agrafe de la Croix de fer (1939)
  - 2e Classe (18 mai 1940)
  - 1re Classe (28 mai 1940)
- Médaille du Front de l'Est (8 août 1942)
- Croix allemande en Or le 25 avril 1942 en tant que Oberst et chef d'état-major du 29e corps d'armée.